# 移郷
移郷（いごう）は、律令制において刑罰とは別個に行われた一種の隔離措置である。

## 概要
例えば人を殺して死刑に処せられるべき者が赦に浴してその罪を許された場合で、殺された人の父母兄弟姉妹などによって復讐されるおそれのある時、罪人を他国に移して1戸を立てさせ、難を逃れさせることである。
中国の南朝において成立した措置とされ、北朝由来の刑罰とされる流刑とは系統が異なっている。
日本の『法曹至要抄』によれば、もし群盗共殺の時は、下手人および頭首人を移す、ただしもし死家に父子祖孫伯叔兄弟等なくして、復讐される憂がないものは、あるいは他国の雑戸および陵戸、官戸、家人、奴婢に充て、もし婦人が犯あり、あるいは他主の家人奴婢を殺す者は移す限りでない。もし移すべきを移さず、移すべからざるを移さば、官司を徒1年に処すという。